# Geraldo Pereira
Geraldo Dutra Pereira (Governador Valadares, 1963. április 24. –), ismert nevén  Geraldão, brazil labdarúgóhátvéd.